# محمدحسن گنابادی
محمّد حسن بیچاره بیدختی گنابادی ملقب به صالح‌علی‌شاه (۲۴ تیر ۱۲۷۰ برابر با ۸ ذیحجه ۱۳۰۸ هجری قمری، بیدخت گناباد – ۶ مرداد ۱۳۴۵ برابر با ۹ ربیع‌الثانی ۱۳۸۶ هجری قمری) قطب سی و ششم سلسله نعمت‌اللهی سلطان علیشاهی گنابادی بود.

## زندگی
وی فرزند ارشد و جانشین حاج ملّا علی بیدختی نورعلیشاه ثانی است. پس از ایّام کودکی، علوم مختلف دینی اعم از نقلی و عقلی را نزد جدّ خود سلطانعلیشاه و پدر و استادان محلّی در بیدخت گناباد فراگرفت. در سال ۱۳۲۷ قمری پس از درگذشت سلطانعلیشاه، به دست پدر وارد سلوک گردید. سپس برای تکمیل تحصیلات به اصفهان رفت و نزد استادان زمان مانندآخوند ملا محمد کاشانی و جهانگیرخان قشقایی تحصیل کرد. پس از بازگشت به گناباد در ۲۰ شعبان ۱۳۲۸ قمری از طرف پدر مجاز به اقامه نماز جماعت فقرا و در ۱۱ ربیع‌الثّانی ۱۳۲۹ قمری مجاز در دستگیری و ارشاد طالبان راه با لقب صالحعلیشاه شد. پس از درگذشت نورعلیشاه ثانی در سال ۱۳۳۷ هجری قمری، بنا بر فرمان وی به جانشینی او تعیین شد.
وی در مدت حیات، علاوه بر رسیدگی به امور پیروان و تربیت معنوی آن‌ها، ضمن اشتغال به کشاورزی، در امور خیریه و احداث بناهای عمومی فعال بود. از او تعدادی مکتوبات و رسالهٔ پند صالح برجای مانده‌است.
وی سرانجام در تاریخ نهم ربیع الثانی ۱۳۷۶ درگذشت و پس از او فرزند ارشدش، سلطانحسین تابنده ملقّب به رضاعلیشاه بنا بر وصیت و فرمان پدر، به جانشینی و قطبیت منصوب شد. مقبره وی در جوار آرامگاه جدش در مزار سلطانی بیدخت گناباد واقع است.
این شعر از وی نقل شده‌است:

از نور علی فیض دمامدم داریم از جود علی بین که چه خاتم داریم

ما صالح وقتیم و ظهور سلطان این دم که به ما رسیده زآدم داریم

## آثار و تالیفات
از آثار و تألیفات محمدحسن بیچاره بیدختی (صالح‌علی‌شاه) می‌توان به رساله شریفه پند صالح و مقالاتی چون: تحیت اسلامی، امتیاز شیعه، جبر و تفویض و خواب و مرگ اشاره کرد.

## جانشینان

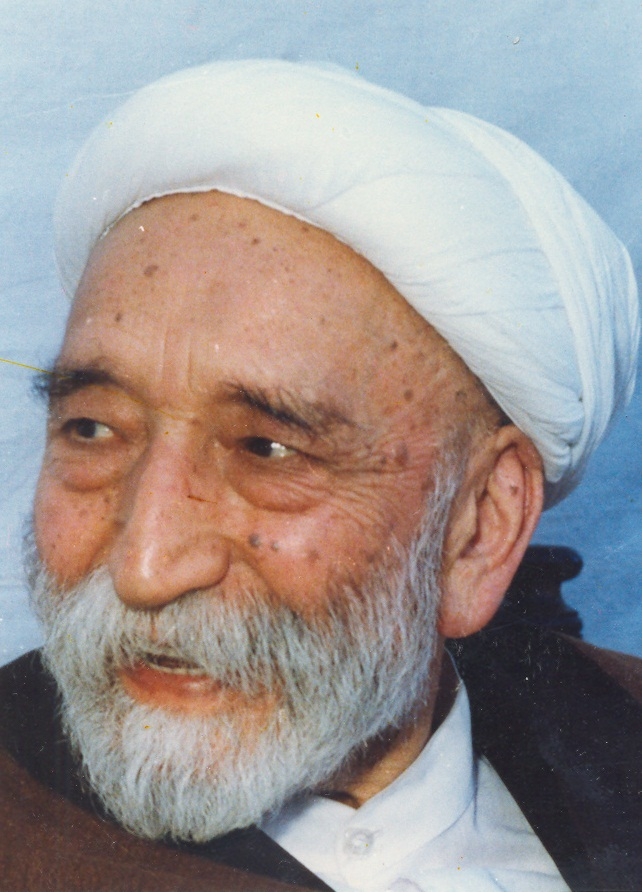
سلطانحسین تابنده(رضاعلیشاه ثانی)
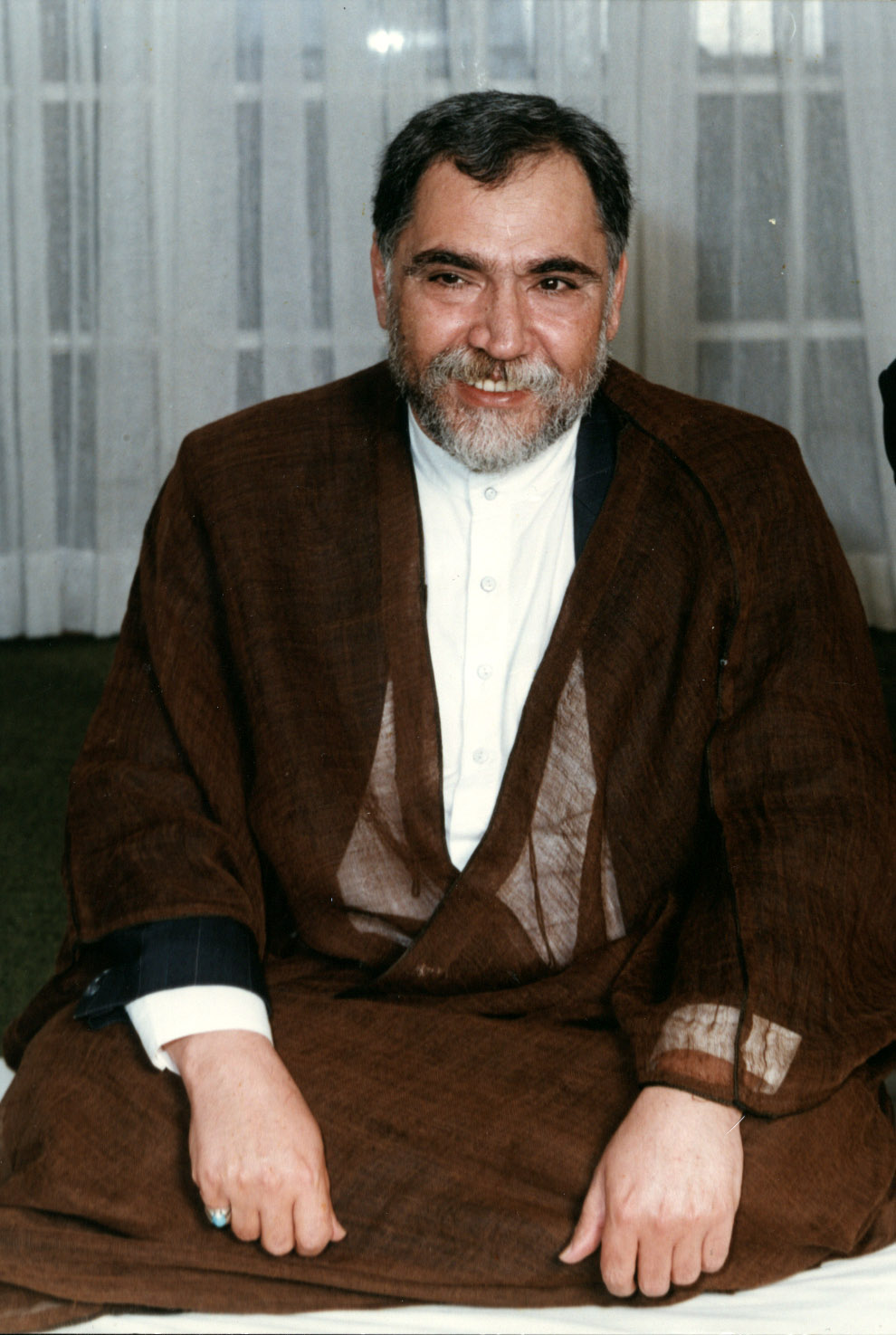
علی تابنده(محبوبعلیشاه)
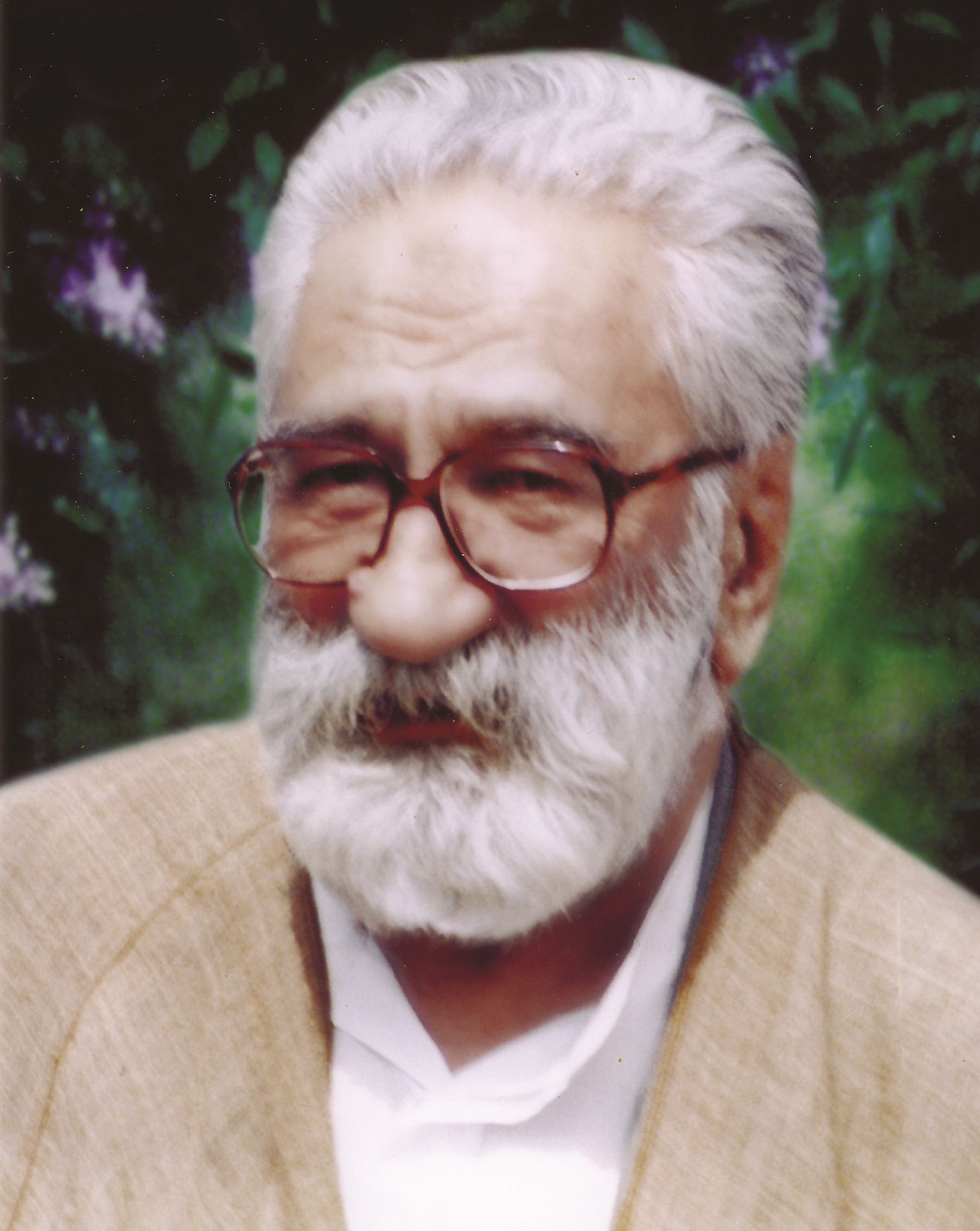
نورعلی تابنده(مجذوبعلیشاه)
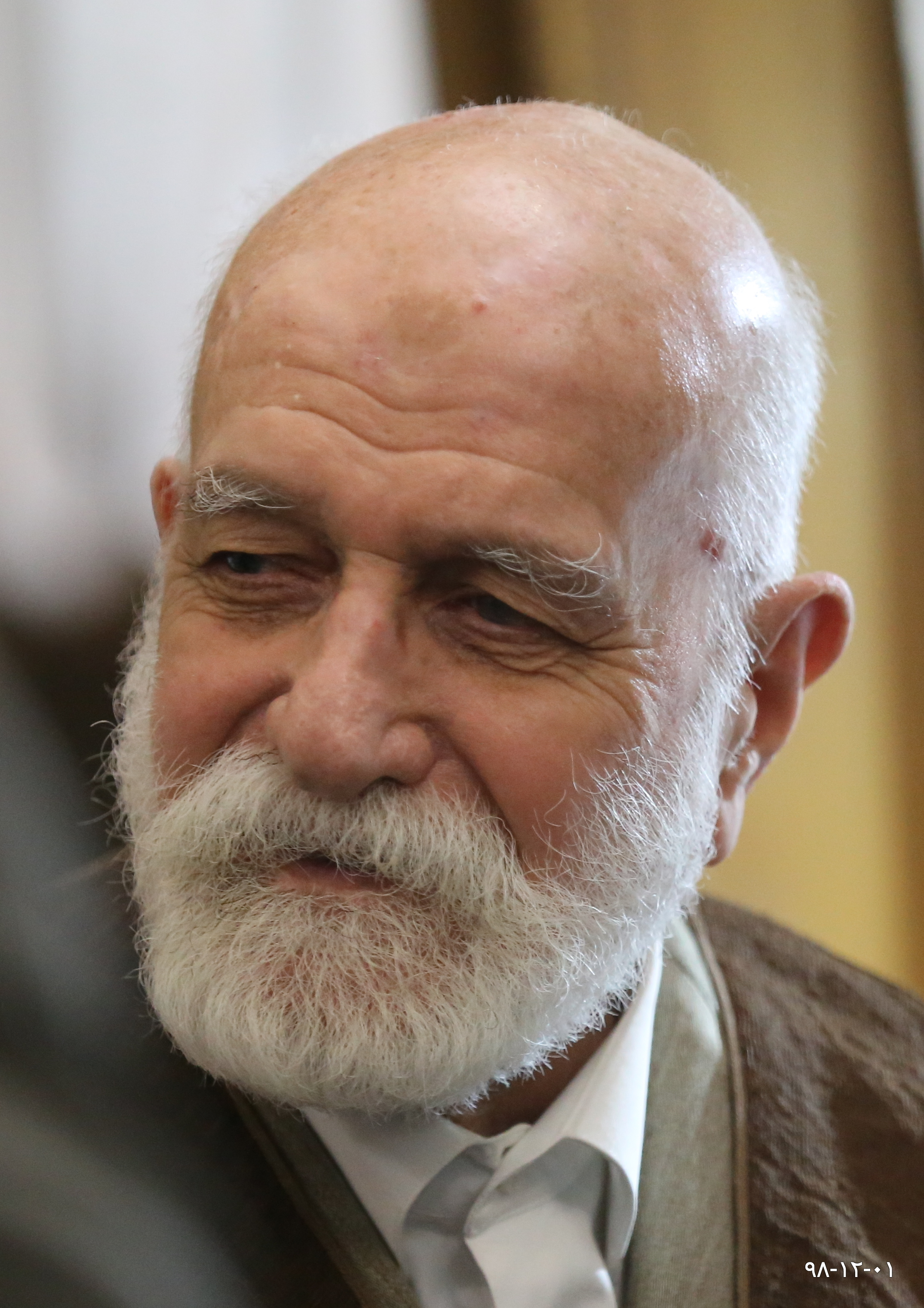
سیّد علیرضا جذبی اصفهانی(ثابت‌علیشاه) هو ۱۲۱